# 宇品二丁目停留場
宇品二丁目停留場（うじなにちょうめていりゅうじょう、宇品二丁目電停）は、広島市南区宇品神田一丁目および二丁目にある広島電鉄宇品線の路面電車停留場である。駅番号はU12。

## 歴史
当停留場は1935年（昭和10年）、宇品線の御幸橋東詰から宇品までの区間が新線に移設された際に女専前停留場（じょせんまえていりゅうじょう）として開設された。停留場近くに存在した広島女子専門学校が停留場名の由来である。1942年（昭和17年）に停留場は一度廃止されるが3年後の1945年（昭和20年）に再び開業、戦後の学制改革により広島女専に代わって大学（広島女子大学を経て現在の県立広島大学）が開学すると、1950年（昭和25年）ころ停留場名も女子大前停留場（じょしだいまえていりゅうじょう）に改められた。
1953年（昭和28年）ころになると停留場名は宇品十三丁目停留場（うじなじゅうさんちょうめていりゅうじょう）に改称される。その後1968年（昭和43年）8月に町名変更が行われると、これを受けて9月には宇品二丁目停留場に改称された。

### 年表
- 1935年（昭和10年）12月27日：御幸橋東詰 - 宇品間が新線へ移設、同時に女専前停留場として開業[3]。
- 1942年（昭和17年）5月：いったん廃止[3]。
- 1945年（昭和20年）8月：復活[3]。
- 1950年（昭和25年）頃：女子大前停留場に改称[3]。
- 1953年（昭和28年）頃：宇品十三丁目停留場に改称[3]。
- 1958年（昭和33年）6月20日：当停留場 - 草津駅間で、午前ラッシュ時のみ鉄軌道直通運転開始。
- 1968年（昭和43年）9月1日：宇品二丁目停留場に改称[3]。
- 2003年（平成15年）4月20日：ダイヤ改正により、平日午前ラッシュ時の宮島線からの宇品二丁目行きが広島港まで延伸される。
- 2004年（平成16年）11月16日：5号線の最終電車が皆実町六丁目ゆきに変更となり、当停留場止まりの電車はいったんなくなる。
- 2011年（平成23年）4月：渡り線の折り返し自動化が完了[4]。4月11日のダイヤ改正により当停留場折り返し電車が復活し、同日より乗換停留場に指定される[5]。

## 停留場構造

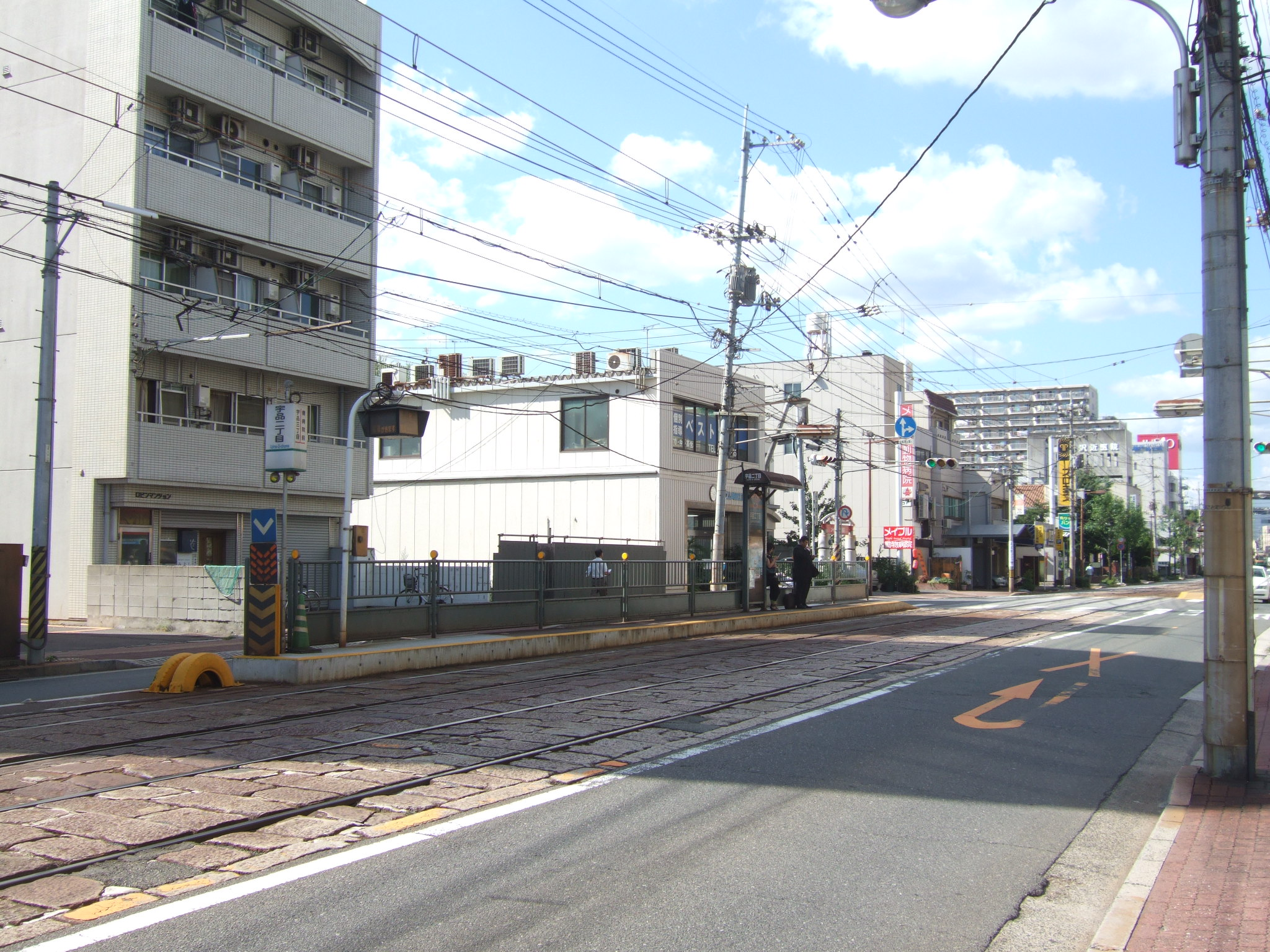
広島駅方面ホーム（2009年）

宇品線はほぼすべての区間で道路上に軌道が敷設された併用軌道であり、当停留場も道路上にホームが置かれている。ホームは低床式で2面あり、南北方向に伸びる2本の線路を挟み込むように配されている。ただし互いのホームは南北方向にずれていて、北に広島港方面へ向かう下りホーム、南に広島駅方面へ向かう上りホームがある。ホーム長は3両・5両連接車に対応している。
隣の宇品三丁目停留場との間には渡り線を有しており、2011年（平成23年）4月11日より当停留場の折り返し便が復活した。

### 運行系統
当停留場には広島電鉄で運行される系統のうち1号線、5号線、7号線、それに0号線が乗り入れる。広島電鉄が定める乗換え指定電停の一つである。
| 下りホーム | 1号線 · 5号線 · 7号線 | 広島港ゆき                 |  |
| 下りホーム | 1号線 · 5号線 · 0号線 | 当停留場止まり             |  |
| 上りホーム | 1号線                 | （紙屋町東経由）広島駅ゆき |  |
| 上りホーム | 5号線                 | （比治山下経由）広島駅ゆき |  |
| 上りホーム | 7号線                 | （紙屋町西経由）横川駅ゆき |  |
| 上りホーム | 0号線                 | 広電本社前ゆき             |  |

## 停留場周辺
周辺は古くからの住宅街である。停留場名は「宇品二丁目」であるが、所在地は「宇品神田二丁目」であり、停留場名と地名が食い違っている。
西には宇品陸軍糧秣支廠の建物の一部を利用した広島市郷土資料館がある。1935年（昭和10年）に新線へと移設される前の宇品線はこの糧秣支廠の脇を抜けており、途中には糧秣支廠北裏門、糧秣支廠西裏門という停留場が設けられていた。

## 隣の停留場
広島電鉄
■宇品線
県病院前停留場 (U11) - 宇品二丁目停留場 (U12) - 宇品三丁目停留場 (U13)